# Велика родина (фільм)
«Велика родина» (рос. «Большая семья») — радянський художній фільм Йосипа Хейфица за романом Всеволода Кочетова «Журбіни» (1952; не слід плутати з п'єсою того ж автора «Сім'я Журбіних», 1954). Стрічка здобула лауреатство Каннського кінофестивалю в номінації «Найкращий акторський ансамбль» за 1955 рік. Зйомки  обійшлися у 3419 тис. руб.

## Зміст
Великою родиною живе рід Журбіних. Усі вони були або є працівники суднобудівного заводу. І дідусь, і його син Ілля, і троє синів Іллі з їхніми дітьми живуть разом. Коли завод починають реорганізовувати, то всім членам родини доводиться шукати собі нове заняття. В одного з синів Іллі, Антона, дуже бунтарський характер. Він йде з дому, втрачає і знову знаходить свою кохану. Від іншого сина Іллі йде дружина. Багато всього відбувається у цій великій родині, але головне, що тут є підтримка для кожного з її членів.

## Ролі
| Актор                         | Роль                                                                             |
| ----------------------------- | -------------------------------------------------------------------------------- |
| Сергій Лук'янов               | Матвій Дорофійович Журбін («дід Матвій»), старий робітник із багаторічним стажем |
| Борис Андреєв                 | Ілля Матвійович Журбін, син Матвія Журбина, начальник на стапелі                 |
| Віра Кузнєцова                | Агафія Карпівна Журбина, дружина Іллі Матвійовича                                |
| Олексій Баталов               | Олексій Журбін, син Іллі Матвійовича, робочий                                    |
| Сергій Курилов                | Віктор Журбін, син Іллі Матвійовича, столяр-винахідник                           |
| Клара Лучко                   | Іда Журбіна, дружина Віктора, працівниця на заводі                               |
| Вадим Медведєв                | Антон Журбін, син Іллі Матвійовича, кандидат технічних наук                      |
| Борис Бітюков                 | Костя Журбін, син Іллі Матвійовича                                               |
| Ія Арепіна                    | Тоня Журбіна, дочка Іллі Матвійовича, школярка (перша роль у кіно)               |
| Катерина Савінова             | Дуняша Журбіна, дружина Кості, працівниця на заводі                              |
| Олена Добронравова            | Катя Травникова, кохана Олексія Журбіна. Креслярка на заводі (перша роль у кіно) |
| Микола Сергєєв                | Олександр Басманов, старий майстер-кораблебудівник, друг Іллі Матвійовича        |
| Микола Гриценко               | завідувач клубом Веніамін Семенович, «завклубом»                                 |
| Павло Кадочников              | Скобелєв Овсій Костянтинович, інженер, начальник бюро технічної інформації       |
| Лариса Кронберг (Соболевська) | Зінаїда Павлівна Іванова, випускниця інституту                                   |
| Борис Коковкін                | директор заводу Іван Степанович                                                  |
| Іван Назаров                  | Міхєєв                                                                           |
| Володимир Татосов             | фотокореспондент (перша роль у кіно)                                             |
| Анна Лисянська                | бібліотекарка (епізодична роль)                                                  |
| Тетяна Пельтцер               | тітка Ліза (епізодична роль)                                                     |
| Петро Лобанов                 | міліціонер (епізодична роль)                                                     |
| Микола Ємельянов              | епізодична роль                                                                  |
| Борис Кудряшов                | епізодична роль                                                                  |
| Олександр Хлопотов            | епізодична роль                                                                  |

## Знімальна група
- Автори сценарію: Всеволод Кочетов, Сократ Кара-Демура, Йосип Хейфиц
- Режисер: Йосип Хейфиц
- Оператор-постановник: Сергій Іванов
- Художники-постановники: Віктор Волін, Віктор Савостін
- Композитор: Венедикт Пушков
- Звук: Арнольд Шаргородський
- Редактор: Д. Ландер

## Призи та нагороди
Фільм є лауреатом Каннського кінофестивалю за 1955 рік в номінації «Найкращий акторський ансамбль»:
| Чоловічі ролі - Борис Андреєв - Олексій Баталов - Борис Бітюков - Микола Гриценко - Павло Кадочников - Борис Коковкін - Сергій Курилов - Сергій Лук'янов - Вадим Медведєв - Микола Сергєєв | Жіночі ролі - Ія Арепіна - Олена Добронравова - Лариса Кронберг - Віра Кузнєцова - Клара Лучко - Катерина Савінова |

Крім того, на тому ж фестивалі Йосип Хейфиц номінувався на «Золоту пальмову гілку».